# Zbigniew Namysłowski
Zbigniew Jacek Namysłowski (Varsovia, 9 de septiembre de 1939 - 7 de febrero de 2022) fue un saxofonista alto, flautista, chelista, trombonista, pianista y compositor de jazz.

## Carrera artística
Se hizo famoso por su aparición en el álbum de Krzysztof Komeda "Astigmatic". Colaboró con artistas como Leszek Możdżer, Michał Urbaniak y Andrzej Trzaskowski.

## Discografía
- Lola (1964; Decca Records)
- Winobranie (1973)
- Kuyaviak Goes Funky (1975)
- Mozart Goes Jazz (1998)
- Jazz & Folk - Namyslowski Quartet & Górale (2000)